# Bernard Manin

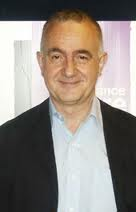
Bernard Manin, 2013

Bernard Manin (* 19. April 1951 in Marseille; † 1. November 2024) war ein französischer Politikwissenschaftler und Professor of Politics an der New York University.

## Leben
Manins Forschungsschwerpunkte waren die Demokratietheorie (insbesondere der Vergleich zwischen Demokratie und Aristokratie). Außerdem beschäftigt sich Manin mit politischer Repräsentation.
Manin rekonstruierte verschiedene Perspektiven auf die Entscheidungsverfahren in der Demokratie. In Athen galten Entscheidung durch Los als demokratisches Verfahren, während Entscheidungen durch Wahl als aristokratischer Modus der Entscheidungsfindung angesehen wurden. Diese Unterscheidung sei auch im antiken Rom und in den Stadtstaaten Italiens gängig gewesen.
In seinem Werk Kritik der repräsentativen Demokratie, beschreibt er unter dem Stichwort „Metamorphosen der repräsentativen Demokratie“ die Veränderung und Rezeption der demokratischen Repräsentationsformen von der klassisch-parlamentarischen Demokratie über die Parteiendemokratie bis hin zur Publikumsdemokratie.
| Typ                                        | klassisch-parlamentarische Demokratie                      | Parteiendemokratie                                                       | Publikumsdemokratie                                                    |
| ------------------------------------------ | ---------------------------------------------------------- | ------------------------------------------------------------------------ | ---------------------------------------------------------------------- |
| Auswahl des Repräsentanten                 | Identifikation mit einzelnem Kandidaten                    | Identifikation mit einer Partei (entlang von Konfliktlinien)             | Identifikation mit einzelnem (Spitzen-)Kandikaten                      |
| Typischer Repräsentant                     | Honoratioren                                               | Parteiaktivist                                                           | Medienprofi                                                            |
| Öffentliche Meinung im politischen Prozess | Stoppt vor den Toren des Parlaments                        | Äußert sich in der Unterscheidung von Regierung und Opposition           | Kommt entscheidende Bedeutung im Wahlkampf und bei der Wahl zu         |
| Ort der Entscheidungsfindung               | Verhandlung im Parlament                                   | Verhandlung innerparteilich und zwischen den Parteien; Neokorporatismus  | Verhandlung zwischen Partei- und Verbandseliten, Debatte in den Medien |
| Zurechenbarkeit der Entscheidung           | Entscheidungen gehen auf Parlamentsmehrheit zurück         | Entscheidungen sind Parteien (und auch Verbänden) zuzurechnen            | Entscheidungen beruhen auf externen Beratern und Kommissionen          |
| Autonomie des Repräsentanten               | Abgeordnete sind nur ihrem Gewissen unterworfen            | Richtlinienkompetenz des Parteiführers; Fraktionsdisziplin               | Wahl aufgrund eines Images; Medientauglichkeit                         |
| Rechenschaftspflicht                       | Abgeordneter gegenüber Wählerschaft rechenschaftspflichtig | Partei und ihre Mitglieder gegenüber Wählerschaft rechenschaftspflichtig | Spitzenkandidat gegenüber Medien                                       |

Tabelle in Anlehnung an:, ganz ähnlich auch 

## Werke
- The principles of representative government, Cambridge Univ. Press, Cambridge 1997, ISBN 0-521-45258-9
  - deutsch: Kritik der repräsentativen Demokratie, übersetzt von Tatjana Petzold, Mathes und Seitz, Berlin 2007, ISBN 3-88221-022-2
- On Legitimacy and Deliberation, in: Political Theory, 15. Jg., H. 3 / 1987, S. 338–368.

### Als Herausgeber
- Adam Przeworski, Susan C. Stokes und Bernard Manin (Hrsg.): Democracy, Accountability and Representation, Cambridge 1999.